# Eugenio Martínez
Eugenio Rolando Martínez, genannt Musculito, alias Jene Valdes, (* 8. Juli 1922 in Pinar del Río, Kuba; † 30. Januar 2021 in Minneola, Florida) war ein kubanischer Geheimdienstagent für die CIA und Einbrecher. Er war einer der fünf Watergate-Einbrecher und der „Fotograf“ der Einbrechergruppe.
Martínez war Exilkubaner und neben vielen weiteren Missionen für den Geheimdienst ein Koordinator der missglückten Schweinebucht-Invasion. Bernard Barker (ein weiterer Watergate-Einbrecher) bezeugte ihm „über hundert geheime Landungen in Castros Kuba.“ Die CIA bezahlte ihm monatlich 100 $ für Informationen aus Kuba.
Im Winter 1962 kam das Gerücht auf, dass zwei Offiziere der Roten Armee auf Kuba zu den USA überlaufen wollten. Eine kleine Gruppe mit Martínez und Virgilio R. González (einem weiteren späteren Watergate-Einbrecher) machte sich im Juni 1963 in geheimer Mission auf den Weg nach Kuba, um diese Offiziere zu finden. Diese Aktion war jedoch erfolglos, so dass sie wieder zurückkehrten.
Martínez war bereits an dem Einbruch in das Büro des Psychiaters des Verteidigungsanalysten Daniel Ellsberg beteiligt (weil dieser die geheimen Pentagon-Papiere über den Vietnamkrieg der Presse zugespielt hatte). Ein weiterer Watergate-Einbrecher Frank Sturgis war ein Freund des Kolumnisten Jack Anderson. Er machte Anderson auch mit Martínez bekannt. Zur Zeit des Einbruchs wurde das Zimmer 214 im Watergate-Hotel für Martínez und Barker gemietet. Während des Einbruchs war er noch in den Diensten der CIA (er musste sogar noch einen CIA-Vorschuss abarbeiten). In dem Watergate-Prozess plädierte er auf „schuldig.“ Auch Martínez soll 10.000 $ aus dem Schmiergeldfond des Komitees zur Wiederwahl des Präsidenten (CRP) zur Bezahlung seiner Anwälte bekommen haben. Nach seiner Haftentlassung wurde er 1983 vom republikanischen US-Präsidenten Reagan begnadigt.
Später arbeitete er als Autoverkäufer und im Immobiliengeschäft in Miami, Florida.